# Julie, ou Le pot de fleurs
Julie, ou Le Pot de fleurs ist eine Opéra-comique (Originalbezeichnung: „Comédie en prose mêlée de chants“) in einem Akt von Gaspare Spontini mit einem Libretto von Antoine Gabriel Jars.

## Handlung
Mondors will sein Mündel seinem Freund als Braut vermitteln, diese willigt schweren Herzens ein, lässt jedoch einen Blumentopf aus dem Fenster fallen, um ihren Geliebten, der gerade vorbeigeht, auf sich aufmerksam zu machen. Der Topf trifft ihn jedoch an der Schulter. Er kommt herauf und trifft dort seine Geliebte in Gegenwart von deren zukünftigen Bräutigam. Dieser wiederum behauptet, deren Onkel zu sein und horcht die beiden damit aus. Als nun der Onkel tatsächlich kommt, wird er vom eifersüchtigen Geliebten zunächst für den Nebenbuhler gehalten. Zum Schluss löst sich alles harmonisch auf.

## Instrumentation
Die Orchesterbesetzung der Oper enthält die folgenden Instrumente:
- Holzbläser: zwei Flöten (auch Piccolo), zwei Oboen, zwei Klarinetten, zwei Fagotte
- Blechbläser: zwei Hörner
- Pauken
- Streicher

## Werkgeschichte

### Entstehung
Die erste Fassung von Spontinis Oper entstand, nachdem das Libretto bereits seit 1804 in der Vertonung des Komponisten Etienne Fay eingereicht worden war. Das Werk wurde dann am 12. März 1805 in der Salle Favart der Opéra-Comique uraufgeführt. Die Rolle des Verseuil spielte der auch als Komponist hervorgetretene Bariton Jean-Pierre Solié.

### Rezeption
Nachdem die Oper über zahlreiche Bühnen in halb Europa gegangen war, entstand für das Nationaltheater in Magdeburg eine zweite Fassung in deutscher Sprache und wurde dort unter dem Titel Julie oder Der Blumentopf am 26. Juni 1825 uraufgeführt. 1968 wurde die Oper neu entdeckt und in italienischer Sprache aufgeführt. Dabei wurde sie auch für die Schallplatte eingespielt. Eine weitere Aufnahme in Italienisch gab es 1975 (Besetzung: Bruno Rigacci, Amilcare Blaffard, Mariella Devia, Valeria Mariconda, Carlo Micalucci, Antonio Savastano und Ugo Trama).